# Ismael J. Sempere
Ismael J. Sempere Mirón (Alfafara, 1995), o Ismael Sempere, és un poeta, actor i activista cultural valencià.

## Biografia
Ismael J. Sempere és graduat en Filologia Catalana per la Universitat de València i en Estudis Superiors d’Art Dramàtic a l'Institut del Teatre de Barcelona.
Ha obtingut diversos premis literaris amb premis com XXII Premi Marc Granell - Vila d'Almussafes 2018 amb Pan de luna, el XVII Premi Universitat de València d'Escriptura de Creació 2020 en la modalitat de poesia en valencià per Sem (2020), i el Premi València 2024 en la modalitat de poesia en valencià que atorga la Institució Alfons el Magnànim de la Diputació de València amb el llibre de poemes Venien i se m'enduien.
Ha participat en revistes literàries com la Poetry Spam (Vol. III), Gargots Revista Literària o Caràcters. Com a actor treballa en la companyia Criatura Teatre junt amb la Raquel Garabal. Com a activista cultural coordina des de 2019 el projecte de teatre comunitari Fem Teatre i des de l’any 2022, la Festa de la Poesia de la Mariola a Alfafara.
És l'impulsor del Premi Mariola per a poetes inèdits, que se celebra des de 2024 a Alfafara, vinculat a la Festa de la Poesia de la Mariola.

## Obra
- Pan de luna, La Pobla Llarga: Edicions 96, 2019
- Sem, La Pobla Llarga: Edicions 96, 2020.
- Venien i se m'enduien, Alzira: Bromera, 2024

## Premis
- 2018. XXII Premi Marc Granell - Vila d'Almussafes[16]
- 2020. XVII Premi Universitat de València d'Escriptura de Creació[17]
- 2023. Finalista del VI Certamen Art Jove de poesia Salvador Iborra[18]
- 2024. Premis València de poesia en valencià - Institució Alfons el Magnànim - Centre Valencià d'Estudis i d'Investigació i Diputació de València[19]